# Homol
L’Homol est un ruisseau français du Massif central qui traverse la commune de Génolhac, en France.

## Géographie
L'Homol prend sa source sur le mont Lozère en Lozère et coule vers l'est dans le département du Gard, où il se jette dans la Cèze entre Chambon et Sénéchas.

### Départements et principales villes traversés
Dans le Gard :
- Concoules

En Lozère :
- Vialas

Puis à nouveau dans le Gard :
- Génolhac, Sénéchas, Chambon

## Principaux affluents
- Le ruisseau la Gardonnette, 4,9 km[2]
- Le valat de l'Ennet, 1 km[1]
- Le valat de l'Ance, 1,4 km[3]
- Le ruisseau l'Amalet, 6,8 km[4]
- Le valat des Lauzières, 1,1 km[5]
- Le valat de Seizelossier, 1 km[6]
- Le valat du Logier, 1,6 km[7]

## Hydrologie